# Salvatore Tessio
Salvatore Tessio – postać fikcyjna z serii Ojciec Chrzestny.
Salvatore Tessio był przyjacielem Vita Corleone jeszcze zanim zaczęli działalność mafijną. Urodził się ok. 1890 roku. Po zamordowaniu Dona Fanucciego Tessio zostaje wraz z Peterem Clemenzą pierwszym caporegime rodziny Corleone. W rodzinie był powszechnie lubiany, jednak nie aż tak jak Clemenza, który był pogodniejszy, lecz mniej sprytny. Uczestniczył w zamordowaniu Bruna Tattagli, kierował samochodem w trakcie ucieczki Michaela z restauracji, gdzie zabito Vergila Sollozzo. Wraz z Clemenzą miał założyć własną rodzinę, lecz sam pokrzyżował swoje plany zdradzając rodzinę. Umówił Michaela na spotkanie z Barzinim na swoim terenie, gdzie z pozoru miał być bezpieczny, lecz w rzeczywistości miało dojść do zabójstwa dona. Michael przejrzał plan biorąc pod uwagę wskazówkę byłego dona Vita i rozkazał zamordować Tessia, w czym brał udział Tom Hagen, Willi Cicci, Al Neri i Nick Geraci (ten ostatni nacisnął za spust).
W filmie Ojciec chrzestny jego postać odegrał Abe Vigoda, a w Ojcu chrzestnym II młodego Tessia zagrał John Aprea.